# Spiniculosa albida
Espèce
Spiniculosa albida est une espèce d'araignées aranéomorphes de la famille des Lycosidae.

## Répartition
Cette espèce est endémique du comté de Kwale au Kenya,. Elle se rencontre dans les environs de Tiwi.

## Description
Le mâle holotype mesure 4,15 mm et la femelle paratype 5,0 mm.

## Systématique et taxinomie
Cette espèce a été décrite par Kronestedt en 2025.

## Publication originale
- Kronestedt, 2025 : « Spiniculosa, a new wolf spider genus (Araneae, Lycosidae) from Africa, with description of a new species from the coast of Kenya. » Zootaxa, no 5666(2), p. 211-224.